# Ministerpräsident von Dänemark
Der Ministerpräsident des Königreichs Dänemark (dänisch Danmarks statsminister, grönländisch Ministeriuneq, färöisch Forsætisráðharri) ist seit den Anfängen des Landes als eine konstitutionelle Monarchie dessen Regierungschef, gestützt durch das Grundgesetz Dänemarks, was die drei zum Königreich Dänemark gehörenden Länder Dänemark, Grönland und die Färöer umfasst.
Der Ministerpräsident präsidiert die Regierung Dänemarks, die formell vom Monarchen ernannt wird. In der Praxis wird die Ernennung des Ministerpräsidenten durch seine oder ihre Unterstützung im Folketing, dem Nationalparlament, bestimmt. Seit Beginn des 20. Jahrhunderts hat im Folketing keine einzelne Partei die Mehrheit, sodass der Ministerpräsident neben seiner eigenen Partei auch eine Koalition weiterer politischer Parteien leiten muss. Darüber hinaus haben seit dem Zweiten Weltkrieg nur vier Koalitionsregierungen eine Mehrheit im Folketing, sodass die Koalitionen (und der Ministerpräsident) auch lose Unterstützung von anderen kleineren Parteien erhalten müssen.
Zwischen 1848 und 1855 wurde der Amtsträger als Premierminister bezeichnet und dann bis 1918 als Konseilspræsident (‚Ratspräsident‘). Seither trägt er den Titel Statsminister (wörtlich Staatsminister, im Deutschen für gewöhnlich mit Ministerpräsident übersetzt). Seit 1901 gilt für die Regierungsbildung das parlamentarische Mehrheitsprinzip; eine Ausnahme bilden jedoch die Kabinette Liebe und Friis 1920.
Amtierende Ministerpräsidentin ist seit dem 27. Juni 2019 Mette Frederiksen von den Sozialdemokraten. Zuvor stellte die gleiche Partei mit Helle Thorning-Schmidt die erste Frau in diesem Amt, bevor Lars Løkke Rasmussen von Venstre sie ablöste.